# Syntrichalonia
Syntrichalonia är ett släkte av bin. Syntrichalonia ingår i familjen långtungebin.
Kladogram enligt Catalogue of Life:
| Syntrichalonia | \| \| Syntrichalonia exquisita \| \| \| \| \| \| Syntrichalonia fuliginea \| \| \| \| |
|                | \| \| Syntrichalonia exquisita \| \| \| \| \| \| Syntrichalonia fuliginea \| \| \| \| |
|                | Syntrichalonia exquisita                                                              |
|                |                                                                                       |
|                | Syntrichalonia fuliginea                                                              |
|                |                                                                                       |